# Cuaderno perdido de Ramanujan
El cuaderno perdido de Ramanujan es el manuscrito en el que el matemático indio Srinivasa Ramanujan registró los descubrimientos matemáticos del último año (1919-1920) de su vida. Su paradero se desconocía hasta que fue descubierto por George Andrews en 1976, en una caja de efectos de G. N. Watson almacenada en la Biblioteca Wren, en el Trinity College de Cambridge. A pesar de su nombre, no es un soporte encuadernado, sino que consta de hojas de papel sueltas y desordenadas: "más de cien páginas escritas en 138 caras, con la inconfundible letra de Ramanujan. Las hojas contenían más de seiscientas fórmulas matemáticas enumeradas consecutivamente, pero sin demostraciones".
George Andrews y Bruce C. Berndt (2005, 2009, 2012, 2013) han publicado varios libros en los que dan pruebas de las fórmulas de Ramanujan incluidas en el cuaderno. Berndt comentó sobre el descubrimiento del cuaderno, que: "El descubrimiento de este 'Cuaderno perdido' causó tanto revuelo en el mundo matemático como el descubrimiento de la Décima Sinfonía de Beethoven en el mundo musical". (Peterson, 2006)

## Historia
Después de que Ramanujan muriese el 26 de abril de 1920 a la edad de 32 años, su esposa entregó sus cuadernos a la Universidad de Madrás. El 30 de agosto de 1923, el registrador Francis Drewsbury envió gran parte de este material a G. H. Hardy, el mentor de Ramanujan en el Trinity College, donde probablemente recibió los manuscritos del cuaderno perdido. 

... Casi seguramente, este manuscrito, o al menos la mayor parte, fue escrito durante el último año de la vida de Ramanujan, después de su regreso a la India desde Inglaterra. ... El manuscrito no contiene introducción o carta de presentación. De hecho, casi no hay palabras en el manuscrito. Figuran algunas marcas evidentemente hechas por un catalogador, y hay algunos comentarios con la escritura a mano de Godfrey Harold Hardy. Sin lugar a dudas, los objetos más famosos examinados en el cuaderno perdido son las formas modulares simuladas ...

En algún momento entre 1934 y 1947, Hardy probablemente le pasó el cuaderno a G. N. Watson, quien con B. M. Wilson comenzó el proyecto de editar los cuadernos de Ramanujan. Sin embargo, Wilson murió en 1935 y Watson parece que perdió su interés en el proyecto a finales de la década de 1930. Después de la muerte de Watson en 1965, J. M. Whittaker examinó los documentos de Watson (que eran un completo desastre, debido a que iban a ser quemados al cabo de unos días) y encontró el cuaderno de Ramanujan, que él y R. A. Rankin enviaron a la biblioteca Wren del Trinity College el 26 de diciembre de 1968. George  Andrews, siguiendo una sugerencia de Lucy Slater, encontró el cuaderno perdido en la primavera de 1976 durante una visita al Trinity College. Fue publicado el 22 de diciembre de 1987 por la editorial Narosa. 

### Relato de Andrews del descubrimiento
El matemático estadounidense George Andrews escribió en 2012 un relato del descubrimiento con motivo de la celebración del 125 aniversario del nacimiento de Ramanujan. En su relato, Andrews afirma que ya era un investigador avanzado en campos como las funciones theta  simuladas y las series hipergeométricas, relacionadas estrechamente con los trabajos de Ramanujan. En 1970, mientras preparaba un año sabático, le escribió sobre el tema a la matemática británica Lucy Slater, quien de forma "intrigante" le respondió que había heredado una "gran colección" de documentos de matemáticos como Watson, Bailey, Jackson y Rogers, que estaban sin clasificar, incluido uno de los últimos manuscritos de Ramanujan. También mencionó que otros documentos estaban en la biblioteca del Trinity College. 
Aunque no pudo viajar a Europa en 1970, Andrews pudo hacerlo en 1976, cuando debía asistir a una conferencia europea en Estrasburgo, cerca de la frontera entre Francia y Alemania. Obtuvo permiso y apoyo de Slater, de la biblioteca del Trinity College, y de su profesor, Ben Noble, para visitar Cambridge después de la conferencia, a fin de investigar los escritos "inestimables" de Watson et al. Noble estuvo de acuerdo, y agregó que si pudiera intentar encontrar un documento perdido de James Clerk Maxwell al mismo tiempo, se lo agradecería. Los documentos de la biblioteca incluían una lista de asuntos de la herencia de Watson, en la que figuraba el ítem: "Un manuscrito de 139 páginas de S. Ramanujan sobre la serie q", que contiene el trabajo del último año de Ramanujan. 
Aunque no se etiquetó como tal, la identidad de los documentos se pudo averiguar porque las cartas finales de Ramanujan a Hardy se referían al descubrimiento de lo que Ramanujan llamó funciones theta simuladas, aunque sin grandes detalles, y el manuscrito incluía lo que parecían ser sus notas completas sobre el tema. 

## Contenido
Rankin (1989) describió el cuaderno perdido en detalle. La mayoría de las fórmulas son sobre series q y funciones theta simuladas, aproximadamente un tercio son sobre ecuaciones modulares y módulos singulares, y las fórmulas restantes son principalmente sobre integrales, series de Dirichlet, congruencias y asíntotas. Se ha encontrado que las funciones theta simuladas en el cuaderno son útiles para calcular la entropía de los agujeros negros.